# Hydrophorus cinipunctus
Hydrophorus cinipunctus är en tvåvingeart som beskrevs av Negrobov 1975. Hydrophorus cinipunctus ingår i släktet Hydrophorus och familjen styltflugor. Inga underarter finns listade i Catalogue of Life.